# Degersjön (Umeå socken, Västerbotten, 709542-171919)
Degersjön är en sjö i Umeå kommun i Västerbotten och ingår i Tavelåns huvudavrinningsområde. Sjön har en area på 0,195 kvadratkilometer och ligger 42 meter över havet.

## Delavrinningsområde
Degersjön ingår i det delavrinningsområde (709408-172061) som SMHI kallar för Mynnar i Tavelån. Medelhöjden är 65 meter över havet och ytan är 27,47 kvadratkilometer. Räknas de 5 avrinningsområdena uppströms in blir den ackumulerade arean 126,54 kvadratkilometer. Tavelån som avvattnar avrinningsområdet har biflödesordning 2, vilket innebär att vattnet flödar genom totalt 2 vattendrag innan det når havet efter 18 kilometer. Avrinningsområdet består mestadels av skog (61 procent), jordbruk (13 procent) och sankmarker (12 procent). Avrinningsområdet har 0,2 kvadratkilometer vattenytor vilket ger det en sjöprocent på 0,7 procent.